# Ornebius elegantulus
Ornebius elegantulus är en insektsart som beskrevs av Bolívar, I. 1912. Ornebius elegantulus ingår i släktet Ornebius och familjen Mogoplistidae. Inga underarter finns listade i Catalogue of Life.